# Чакма (язык)
Чакма (Chakama, Chakma, Daingnet, Sakma, Sangma, Takam, Tsakma) — индоевропейский язык, на котором говорит народ чакма, который проживает в городе Читтагонг в районе гор Читтагонг на юго-востоке Бангладеш, в штате Манипур; Западная Бенгалия; в области Човкхам округа Лохит; поддивизии Мяо округов Тирап и Чангланг штата Аруначал-Прадеш; в округах Англонг, Карби, Качар, Северный Качар штата Ассам; в округе Южный Трипура; в поддивизии Кайлашахар округа Северный Трипура штата Трипура; на юго-западе штата Мизорам около реки Карнафули в Индии, а также в нескольких деревнях населённого пункта Палетва на юге штата Шан; в населённых пунктах Бутхидаунг, Кьяуктав, Маунгдав, Пуннакьюн на севере штата Ракхайн в Мьянме. Чакма из Индии могут общаться с чакма из Бангладеш с трудом. Также в разных населённых пунктах Мьянмы существуют разновидности диалектов.